# 汉西·弗利克
汉斯-迪特·“汉西”·弗利克（德語：Hans-Dieter „Hansi“ Flick，1965年2月24日—）是一位德国前足球运动员及现任足球教练，2020年歐洲國家盃後擔任德國國家足球隊联邦主教练。自2019-20赛季起担任德国足球甲级联赛俱乐部拜仁慕尼黑的助理教练，自2019年11月4日起担任该俱乐部的代理主教练，並在同年底被扶正，現時執教西甲球隊巴塞罗那。
从2014年9月1日至2017年1月16日，弗利克曾担任德国足球总会的技术总监，此前，他则曾担任联邦主教练的助手长达八年，并随队成为2014年巴西世界杯足球赛的冠军。

## 球员生涯
弗利克在青年时期曾经历过米肯洛赫（BSC Mückenloch）、内卡格明德（SpVgg Neckargemünd）和桑德豪森等三支不同俱乐部的锻炼，并自1982-83赛季起晋身桑德豪森一线队参加高级联赛。三年后，20岁的弗利克与拜仁慕尼黑签约，成为职业球员，并在此后的五年内参加了逾百场德甲联赛，並在1987年作為先發主力進入了歐洲冠軍聯賽的決賽，可惜在領先大半場的情況下被波爾圖逆轉，以1-2落敗。
从1990年至1993年间，弗利克效力于科隆足球俱乐部，共代表该俱乐部上阵44次及射入1球。 然而，各种各样的长期伤病致使他丧失了继续运动的能力。 1992年9月，时年28岁的弗利克参加了最后一场德甲比赛，从而结束了其职业生涯。
弗利克曾于1983年入选德国18岁以下国家足球队（U18）参加英格兰欧洲青年锦标赛，分别于5月15日在博尔顿以1比0击败瑞典和17日在利物浦以3-1战胜保加利亚的比赛中出场两次。

## 教练生涯

### 开端
弗利克于2003年在科隆的德国体育学院取得了教练证书，他与托马斯·多尔一同被评为年度最佳。 他的教练生涯始于1996年，当时执教的是身处巴登-符腾堡高级联赛作赛的维多利亚巴门塔尔。 在1998-99赛季末，俱乐部降级至北巴登协会联赛，但弗利克仍然多执教了一个赛季。
至2000-01赛季，弗利克重回高级联赛，出任雄心勃勃的霍芬海姆1899主教练，并率队在赛季结束时以赛区冠军的身份升入南部地区联赛。接下来的几年间，弗利克率队相继取得第13、第5、第5和第7的成绩，在尝试升入德乙联赛的过程中屡屡失败，遂于2005年11月20日遭到解职。然后，他转投奥超俱乐部萨尔茨堡红牛，与一同，在麾下担当助理教练。

### 德国队

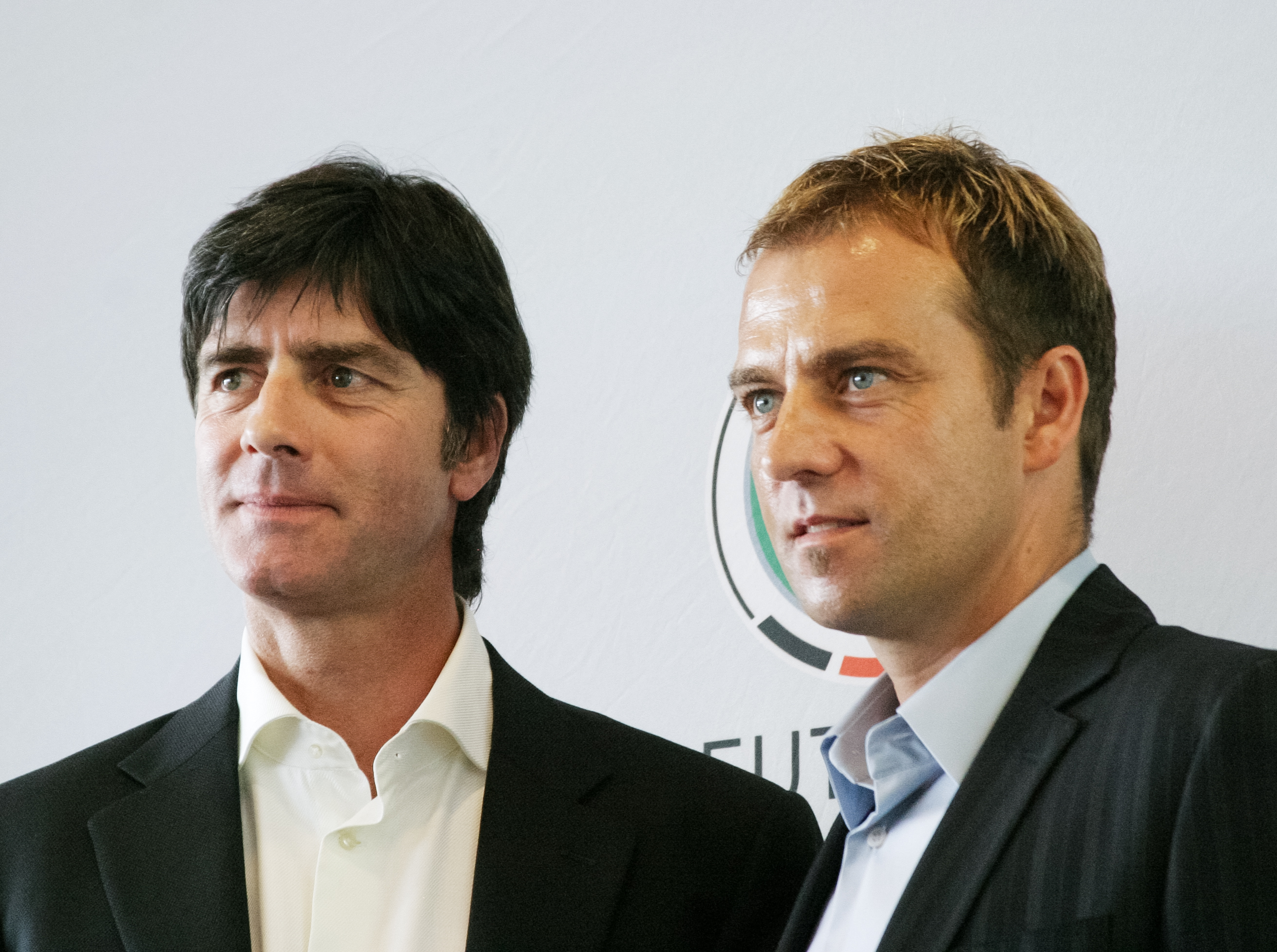
勒夫与弗利克

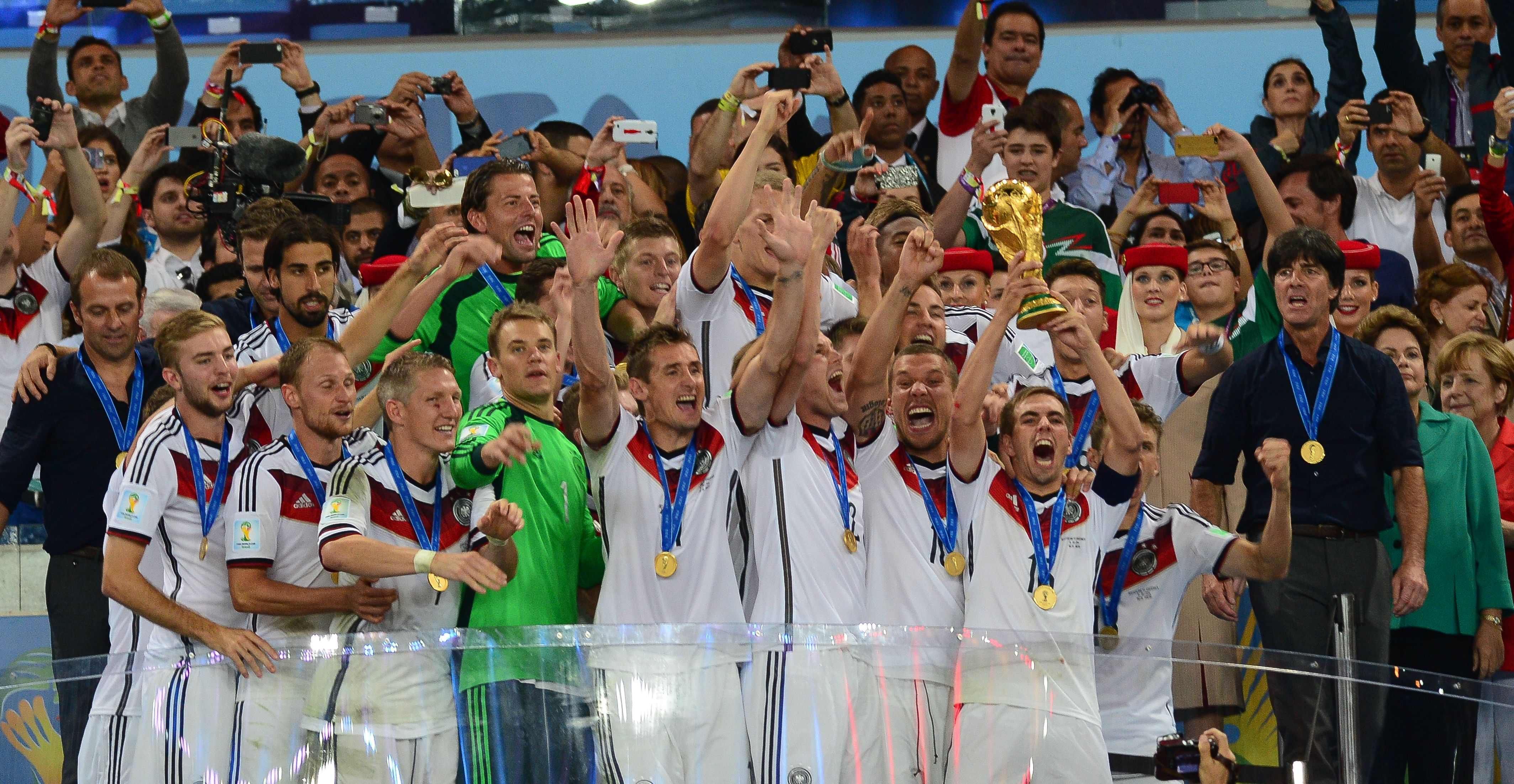
弗利克（左）在赢得世界冠军后

2006年8月23日，弗利克被德国足球总会任命为联邦主教练的助理，服务于德国国家足球队。在相应的公开声明中，当时与德国足总尚未有雇佣关系的弗利克被提名为助理教练一职的候选人。他们组成了德国历史上首个彼此均未入选过国家队的教练团队。
除了在球场上的工作外，弗利克还参与了数据库的创建，他通过数据库提供有关国家队球员身体和技术发展的信息。 在弗利克的参与下，也为德国青年国家足球队准备了用于球员发展的数据库。
在2008年欧洲足球锦标赛对阵葡萄牙的四分之一决赛中，弗利克是德国队在场上的负责教练，因为当时勒夫被欧洲足联禁赛。德国赢得了该场比赛。
2010年11月10日，弗利克获得了斑比奖的“评委会荣誉奖”，并由致赞词。
2014年，弗利克以助理教练身份协助德国国家足球队夺得世界杯冠军。
2021年5月25日，德國足總宣布前助教弗利克將於2020年歐洲國家盃過後接替勒夫出任總教練一職。
2023年9月，由於德國在熱身賽1-4不敵日本隊，9月10日，德国足協宣布解雇弗利克。

### 拜仁慕尼黑
至2019-20赛季，弗利克出任拜仁慕尼黑的助理教练。他是接替了在合同期满后离开俱乐部的彼得·赫尔曼，与罗伯特·科瓦奇一同作为助教辅佐其长兄尼科。在俱乐部与科瓦奇兄弟分手后，弗利克于2019年11月4日接任球队代理主教练。 与此同时，拜仁在10轮比赛过后仅以18分位列第四。而在一個半月的看守任期之中的十場比賽，他帶領球隊拿出了令人滿意的成績（8勝2敗：德甲5-2，歐冠小組賽3-0），於是拜仁高層在同年底宣布正式任命他為總教練，簽約至季末。
進入2020年之後兩個多月，拜仁各項賽事十一場比賽未嘗敗績並重回德甲龍頭的寶座，僅在德甲被第二名的萊比錫逼和一場。在因新冠肺炎爆發導致停賽前，他帶隊21場正式賽事中取得了18勝1和2負的成績，隨後在停賽期間，拜仁決定再與弗利克延長合約三年，至2022-23賽季結束。最终他率领拜仁夺得德甲联赛、德国杯和欧冠联赛的三冠王。
2021年4月17日，在記者會上弗利克表達了自己想在本賽季結束後終止合約的意願。4月27日，拜仁官方宣佈下個賽季將由RB萊比錫主教練納格爾斯曼接手執教。

### 巴塞罗那
2024年5月，巴塞罗那官方宣布签约弗里克，接替赛季末离任的哈维·埃尔南德斯，2025年1月13日，西班牙超级杯决赛，巴塞罗那5-2战胜皇家马德里，夺得西超杯冠军 ，弗利克收获执教巴萨生涯首冠。

## 体育总监及总经理
在2014年世界杯之后，弗利克放弃了德国队助理教练的职位，并于2014年9月1日转而担任德国足总的技术总监一职。 他在那里获得了一份为期五年的合同，至2019年8月届满。2017年1月16日，他因个人理由离开了德国足球总会。
自2017年7月1日起，弗利克出任霍芬海姆1899的总经理。然而，根据约定的为期五年的合同于2018年2月26日，即在八个月后提前终止。

## 荣誉

### 球员
- 德国足球冠军：1986年、1987年、1989年、1990年
- 德国足协杯冠军：1986年
- 德国超级杯冠军：1987年

### 主教练
- 巴登-符腾堡高级联赛冠军：2001
- 德國足協杯冠軍：2020
- 德国足球甲级联赛冠軍：2019–20、2020–21
- 歐洲冠軍聯賽冠軍：2019–20
- 歐洲超級盃冠軍：2020
- 德國超級盃冠軍：2020
- 世界冠軍球會盃冠軍：2020
- 西班牙超級盃冠軍：2024–25
- 西班牙國王盃冠軍：2024-25
- 西班牙足球甲级联赛冠軍：2024–25[18]

## 私人生活
弗利克成长于内卡格明德的米肯洛赫弗利克区，高专入学后是以银行职员的专业毕业。他与家人一同居住在普法尔茨的巴门塔尔，直到2017年都還持續在那里经营一间自己的体育用品店。2015年，弗利克被授予巴门塔尔的荣誉市民。